# Cultural Resistance International Film Festival
Pour plus de détails, voir Fiche technique et Distribution.
Le festival international du film de résistance culturelle est un festival de cinéma qui s'est déroulé, chaque année, de 2013 à 2015 dans plusieurs villes du liban. Le projet a été lancé, en 2013, par la Réalisatrice libanaise Jocelyne Saab.

## Histoire
En 2013, à l'initiative de la Réalisatrice libanaise Jocelyne Saab, la première édition du festival du film résistance culturelle du Liban s'est déroulée à Tripoli et à Beyrouth, capitale du Liban,. Une sélection de films d'Asie, du Moyen-Orient ou du Maghreb formait l'offre principale à destination du public. Lors de la deuxième édition, organisée grâce à un financement participatif l'année suivante, quarante films ont été présentés à Saïda, Sour et Zahlé. En 2015, le festival ne comprenait que trois films à l'affiche.

Dans un article qu'elle a publié sur la question, la chercheuse Némésis Srour définit la place du festival dans la carrière de Jocelyne Saab :
"J'ai montré qu'il y avait une quatrième période productive dans la vie artistique de Jocelyne Saab, où elle a endossé le rôle d'agente et de militante culturelle et politique. Il y a plus encore dans son geste artistique que l'action d'encapsuler des images, être leurs archives, documentaires, fictions ou art visuel. Avec le Festival International de Films de Résistance Culturelle du Liban, elle agit de façon à faire de l'espace du cinéma un espace politique et à introduire une compréhension différente du Liban comme partie du grand continent asiatique, dans toutes ses facettes"